# Lilla lyrikserien
Lilla lyrikserien, utgiven av Bonniers förlag 1952–1961, var en monografiserie för poesi. Serien innehöll huvudsakligen yngre svenska författare, många debutanter, men även några utländska poeter i översättning (nr 13, 31, 39, 50). Formatet var litet, omfånget högst 32 sidor, häftena klammerhäftade.
Serien efterträddes av Nya lyrikserien, som utkom 1961–1968 med samma inriktning och utformning.

## Delar i serien
- 1 Sandro Key-Åberg: Vattenträd (1952)
- 2 Anne-Marie Söderlund-Marcus: Barnet och fågeln (1952)
- 3 Jan Leck [pseud.]: Nu och sommar (1952)
- 4 Eugen Wretholm: Journal (1952)
- 5 Ingemar Gustafson: Bumerang: envar sin egen bumerang (1952)
- 6 Majken Johansson: Buskteater (1952)
- 7 Lars Bäckström: Sammanfattning (1952)
- 8 Per Westermark: Att en dag ... (1952)
- 9 Anna Rydstedt: Bannlyst prästinna (1953)
- 10 Beppe Wolgers: Jag sjunger i skon (1953)
- 11 Ragnar Edvardson: Skuggors leende (1953)
- 12 Filip Wikström: Snöfall (1953)
- 13 Ezra Pound: 25 dikter (tolkningar av Lars Forssell) (1954)
- 14 Bernhard Bergström: Tondi (1954)
- 15 Berndt Klyvare: Öppen bok (1954)
- 16 Ragnar Edvardson: Tveksam som gryningen: lyrik och kort prosa (1954)
- 17 Bengt Fälth: Invoco (1954)
- 18 Eivor Burbeck: Skrattmåsens legeringar: prosaik (1954)
- 19 Carl Fredrik Reuterswärd: Abra Makabra (1955)
- 20 Lars Bäckström: K. D. Logrens dikter : till naturen (1955)
- 21 Viveka Heyman: Får jag ha julgran? (1955)
- 22 Björn Nordenborg: Dikter om natten (1955)
- 23 Christian Stannow: Elegier (1955)
- 24 Sven Christer Swahn: Swahn, Sven Christer (1956)
- 25 Pär Wistrand: Tidaxel: berättelser (1956)
- 26 Valborg Söderman: Skuggor av eld (1957)
- 27 Gunhild Bergmar: Stora marknaden (1957)
- 28 Åsa Wohlin: Strofer från en sovstad (1957)
- 29 Bengt Jahnsson: Hamlet och Ofelia: dikter om kärlek (1957)
- 30 Filippa Rolf: Till det synliga (1957)
- 31 Dylan Thomas: 19 dikter (översättning Jan Berg) (1957
- 32 Jan Olov Ullén: Comoedia (1957)
- 33 Jan-Eric Palm: Andra dagar (1958)
- 34 Gunnar Eddegren: Bland de vilda djuren (1958)
- 35 Lennart Sjögren: Håll portarna öppna (1958)
- 36 Nils Gösta Valdén: Den sprängda vagnen (1958)
- 37 Anna Boëthius: Flykt och vila (1959)
- 38 Ingemar Grahn: Danse macabre (1959)
- 39 Henri Michaux: Natten rör sig (tolkning Ingemar Gustafsson) (1959)
- 40 Ulrika Gartz: Kulram (1959)
- 41 Gunnar Anderson: Tärning och droppe (1959)
- 42 Hans Axner: Elegier i Bergslagen (1959)
- 43 Sun Axelsson: Mållös (1959)
- 44 Ruth Halldén: Hus utan trädgård (1959)
- 45 Rolf Ejvegård: Infödingens ansikte (1960)
- 46 Leena Helka: Födelsedagens natt (1960)
- 47 Nils V. Lindahl: Rollhäfte (1960)
- 48 Sven-Eric Liedman: Också en väg (1960)
- 49 Ragna Kellgren: I gobelängen (1960)
- 50 13 spanjorer (tolkningar Lennart Sörensen) (1960)
- 51 Gerda Antti: Här och nu (1961)
- 52 Henrik Stannow: Inhägnad odling (1961)